# Emping

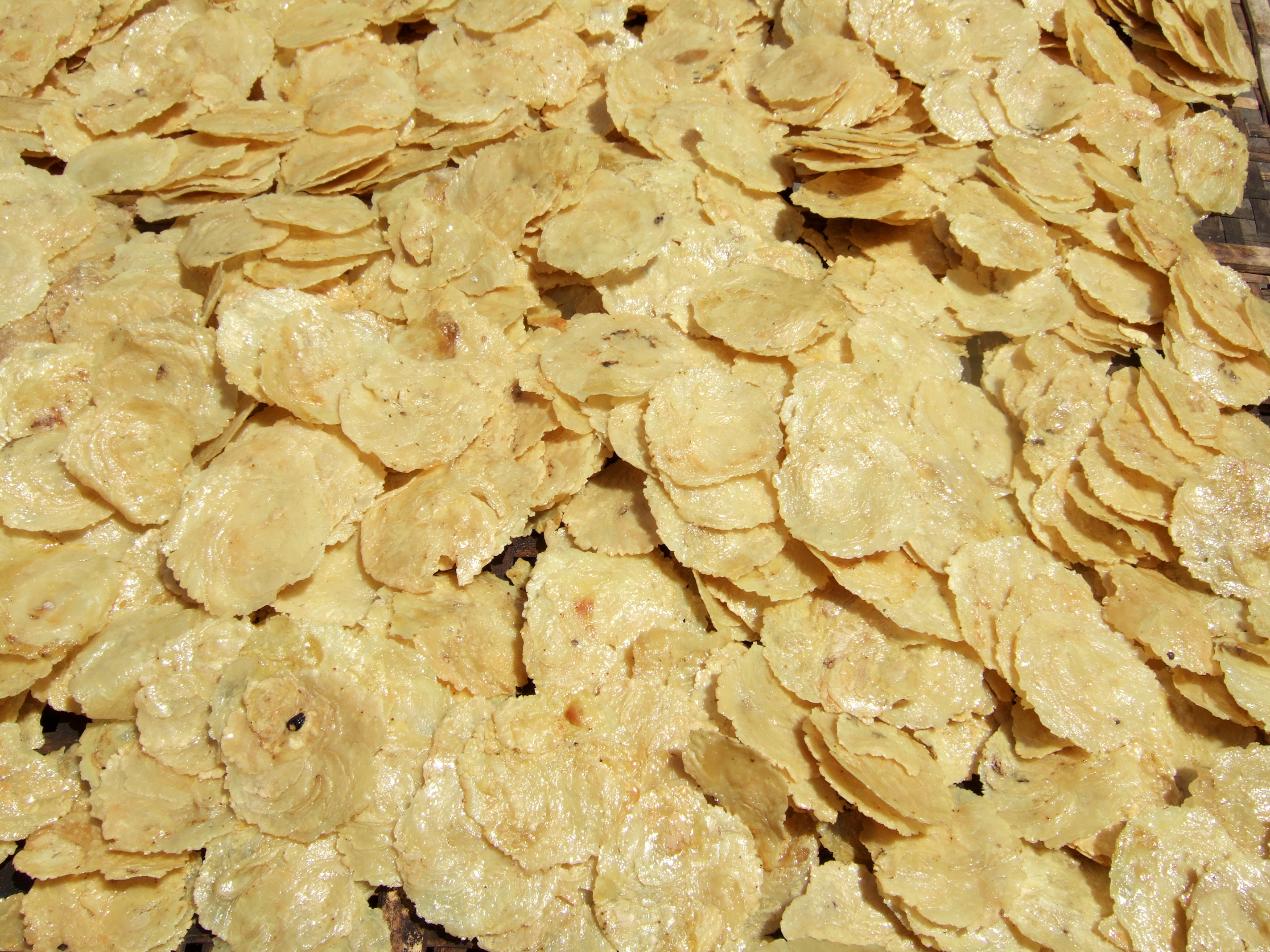
Emping

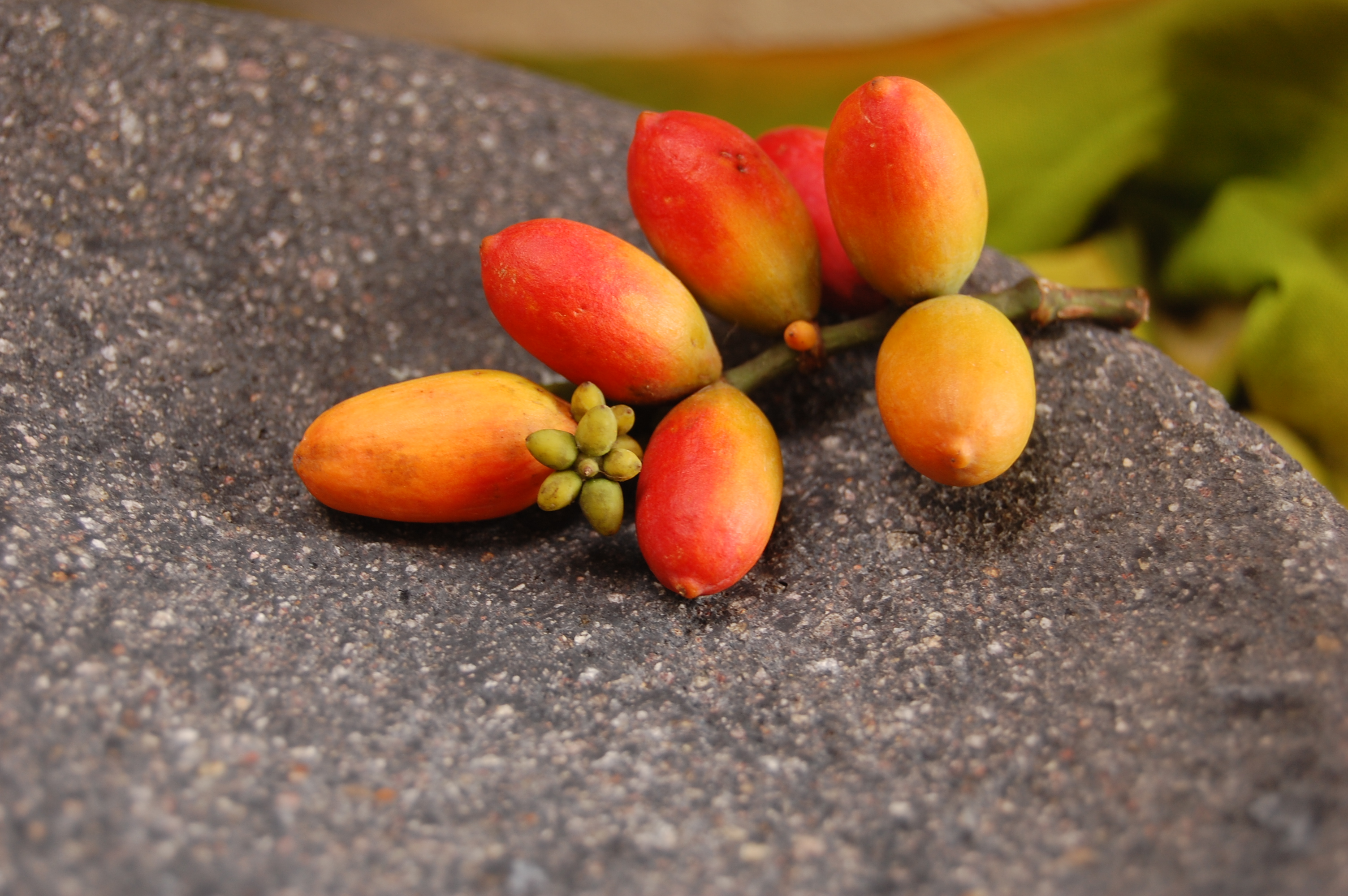
melindjoenoten

Emping is een Indonesisch bijgerecht dat in Nederland als 'ambachtelijke notenchips' op de markt wordt gebracht. De dunne krokante schijfjes emping worden gemaakt van de witte, bijna-rijpe, gepelde nootachtige zaden van de melindjoe-boom die 3,5 x 1,8 cm groot zijn. Na te zijn gepoft, geplet en gedroogd wordt het product heel even gebakken in olie. 
Emping bestaat vooral uit zetmeel, vetten en eiwitten. Het product heeft een licht bittere smaak. Naast de gewone emping is er een zoete, hete variant die 'emping blado' wordt genoemd.
Soms worden er andere grondstoffen gebruikt om emping te maken, zo worden er wel maïskorrels of knolletjes van de grassoort Cyperus rotundus verwerkt.